# Usseln
Usseln ist ein Ortsteil der Gemeinde Willingen (Upland) im nordhessischen Landkreis Waldeck-Frankenberg. Usseln ist ein heilklimatischer Kur- und Wintersportort.

## Geographie

### Geographische Lage
Usseln liegt im nordwestlichen Teil Hessens in den nordöstlichen Ausläufern des Rothaargebirges in der Bergregion Upland unweit der Nahtstelle zum Sauerland. Es befindet sich im Naturpark Diemelsee etwa 4 km südöstlich von Willingen bzw. etwa 14,5 km westlich der nordhessischen Mittelstadt Korbach (jeweils Luftlinie).
Mit Bergen bis 843,2 m ü. NHN (Langenberg) gehört die Region zu den höchsten Lagen des Hochsauerlands. Der höchste Berg bei Usseln ist der 832,3 m hohe Hopperkopf, dessen Gipfel sich genau auf der Landesgrenze zu Nordrhein-Westfalen erhebt; ebenfalls direkt auf der Landesgrenze liegt der Kahle Pön mit 774 m Höhe und begrenzt den Ort in Richtung Süden; nördlich von Usseln befindet sich der hessische Osterkopf (708,5 m). Die Ortschaft, die in Süd-Nord-Richtung vom Oberlauf der Diemel durchflossen wird, liegt 580 bis 620 m hoch.

## Geschichte

### Frühzeit und Gründung
Der Fund eines Faustkeiles in Usseln belegt, dass Jäger und Sammler bereits um 7000 v. Chr. durch das Upland zogen. Doch erst im 1. bis 5. Jahrhundert begann eine Besiedelung, besonders zu Beginn der Völkerwanderung um 375 durch Sachsen und Cherusker.
Die Pfarrkirche in Usseln mit dem Kilians-Patrozinium entstand im 9. Jahrhundert. Die Pfarrei gehörte innerhalb des Bistums Paderborn zum Archidiakonat Horhusen. Erstmals urkundlich erwähnt wird der Ort jedoch erst in einem gräflich-waldeckischen Lehnsregister aus den Jahren 1332 bis 1348, in dem die Herren von Rhena als Zehnten ausgewiesen werden. Usseln war zunächst nur ein Einzelanwesen, typisch für das Upland, das als lebensfeindliche Landschaft erst spät besiedelt wurde.
Ab 1100 unterstand Usseln der Grafschaft Waldeck. Um diese Zeit entstanden in der Nähe von Usseln die drei kleinen Orte Aestenfelde, Otmarkusen und Wakenfeld, die beiden ersteren hatten eine eigene Kirche. Alle drei Orte wurden schon lange vor dem Dreißigjährigen Krieg aufgegeben. Sie wurden Wüstungen; die Ortsnamen bestehen als Flurnamen weiter.

### Wirtschaftlicher Aufstieg Usselns
Im 14. Jahrhundert wurde die Usselner Kirche als Steinbau errichtet (dreischiffige Basilika), einige Teile (Chor und Teile vom Mittelschiff) sind noch vorhanden. Usseln wurde kirchlicher und wirtschaftlicher Mittelpunkt des Uplandes und der weiteren Umgebung.
Aus diesem Grund wurde Usseln zu dieser Zeit Sitz eines Marktes und eines Freigerichts, zu dem zwölf Orte gehörten. 1367 sprach Graf Otto II. von seiner Grafschaft Usseln („grapschapft to Uslon“). 1510 wird erstmals die Usselner Kirchenmühle im Landregister erwähnt, auch wenn die Mühle schon viel länger bestand. Die Mühle war bis 1903 verpachtet, dann wurde sie an die Müllersfamilie Wilke verkauft, die seit Jahrhunderten Pächter war.
1537 wurde Usseln dingpflichtig zum Gogericht Flechtdorf. Fünf Jahre später wurde die gesamte Dorfschaft Usseln zum Eisenberg geladen und verhört, weil unerlaubt Holz geschlagen worden sei. 1548 gab es eine Eingabe „der armen Underdanen des gantzen Kespel zu Usseln“ an die Obrigkeit wegen der harten Lasten, geringen Löhne und hohen Preise.
Am 15. August 1549 war der Bürensche Einfall in Usseln. Wegen Grenzstreitigkeiten mit der Grafschaft Düdinghausen rückten die Herren von Büren mit 100 Mann in Usseln ein und raubten 324 Stück Rindvieh, 24 Pferde, 200 Schafe und 10 Ziegen; ein Teil wurde später zurückgegeben. Das anschließende Verfahren vor dem Reichskammergericht dauerte sehr lange.
Um 1550 wurde mit der Errichtung einer Eisenhütte im Stryck begonnen, 1562 wurde die Eisenhütte auf dem Alten Hagen erbaut, auf der jährlich 4000 bis 6000 Zentner Eisen gewonnen wurden. Durch das für die Eisengewinnung mit Adorfer Eisenstein und Upländer Holz (Holzkohle) benötigte Holz wurden im Laufe der Jahre die Laubwälder um Usseln abgeholzt, ohne dass im Rahmen einer geregelten Forstwirtschaft Neuanpflanzungen vorgenommen wurden. Die abgeholzten Flächen wurden von der Heide erobert. Die Heide wurde dann jahrhundertelang abgehackt und als Streu für das Vieh verwendet. Später wurden auch Heideflächen für die Landwirtschaft urbar gemacht.
„Zwischen Dittmarshausen und dem Pön, an der Diemel bei Usseln,“ wurde nach 1596 auch Silber geschürft, allmählich entstand der Upländer Wanderhandel, zunächst mit Kleineisenteilen, dann zunehmend mit Leinen.

### Niedergang im Dreißigjährigen Krieg
Während des Dreißigjährigen Kriegs (1618 bis 1648) wurde der Ort mehrfach, unter anderem 1622 von bayerischen Soldaten, geplündert, von 69 Häusern wurden 43 zerstört. Durch Pestepidemien und Hungersnöte sank die Zahl der Bewohner von Usseln um zwei Drittel und viele Felder lagen brach. Der Ort erholte sich von diesem Rückschlag nur langsam.
Zudem brannten am 1. November 1642 in Usseln 14 Häuser und die Kirche ab. Von den drei Kirchenglocken fielen zwei herunter und zerbrachen, eine zerschmolz. Man nahm damals an, dass das Feuer von Fremden gelegt worden sei, um die Dorfschaft wegen eines beabsichtigten Diebstahls oder eines Überfalls abzulenken. Noch im Jahr 1650 konnte kein Gottesdienst in der Kirche abgehalten werden, weil das notdürftig mit Stroh gedeckte Dach durch Regen und Schnee verfaulte. Ein neues Pfarrhaus wurde erst im Jahr 1710 gebaut.
Die Jahrhunderte dauernden Grenzstreitigkeiten zwischen dem Fürstentum Waldeck und dem Herzogtum Westfalen wurden durch den Usselschen Vergleich vom 19./29. Juli 1664 beendet. Dabei verzichtete unter anderem das Kloster Glindfeld auf seine Rechte am Alten Hagen.
Auch vom Siebenjährigen Krieg wurde Usseln heimgesucht, als durch französische, preußische und britische Soldaten in den Jahren 1759/60 Ernten zerstört und Gewalttaten ausgeübt wurden.
Im Jahr 1844 kam es zu einem großen Brand, dem 44 Häuser, die Hälfte des Ortes, zum Opfer fielen. Betroffen war der Ortsteil östlich (rechts) der Diemel. Danach wurde für den Wiederaufbau der zerstörten Häuser eine Art Bebauungsplan durch die fürstliche Verwaltung aufgestellt. Die Feuersbrunst brachte in den sowieso sehr schlechten Zeiten weiter Not und Elend in das Dorf. In ganz Waldeck wurde „für die armen Abgebrannten in Usseln“ gesammelt. In Korbach wurde sogar ein Feuerwerk zum „Besten der Abgebrannten von Usseln“ veranstaltet.
Bei der Frühjahrsrevolution 1848 standen die Upländer auf Seiten des Fürstenhauses. Am 19. April marschierte ein großer Haufen Upländer „unter Führung des Bergfactors Rock vom Herrnwiesenhammer“ nach Arolsen, um sich der Fürstin zur Verfügung zu stellen. Sie waren mit Dreschflegeln, gerade gerichteten Sensen und anderen zu Waffen umfunktionierten Gegenständen ausgerüstet. Sie wurden in Arolsen in der fürstlichen Reitbahn einquartiert und verpflegt. Am nächsten Tag konnten sie ohne Kampfeinsatz wieder ins Upland ziehen. Pfarrer Steinmetz aus Usseln wurde im April in die verfassunggebende Versammlung in Arolsen gewählt.

### Modernisierung
Um 1850 wurde die Verbindungsstraße zwischen Korbach und Brilon als Staatsstraße gebaut (später Reichsstraße 251, jetzt Bundesstraße 251). Durch diese Verbindung wurde 1873 eine Posthalterei eröffnet, ab 1876 gibt es auch eine planmäßige Personenpost.
Um 1875 ließ sich ein Arzt in Usseln nieder, im Jahr 1883 erhielt Usseln eine öffentliche Fernsprechstelle. Es wurde eine Telefonverbindung mit Willingen geschaffen und 1898 eröffnet; die Sparkasse Korbach eröffnete in Usseln im Hause Küthe-Hertigen eine Zweigstelle.
Nach jahrelangen Forderungen der Schulaufsicht baute die Gemeinde 1911/12 eine neue Schule (die jetzige Grundschule). In den folgenden Jahren erhielt Usseln eine zentrale Wasserversorgungsanlage und wurde ans Strom- und Eisenbahnnetz angeschlossen.

### Zeit des Nationalsozialismus
Die Ortsgruppe Usseln der Nationalsozialistischen Deutschen Arbeiterpartei (NSDAP) wurde 1928 gegründet und erhielt bei der Reichstagswahl März 1933 68,92 % der Stimmen. Ein Jahr später baute die Gemeinde gegenüber dem Sportplatz ein Arbeitsdienstlager, das vom Reichsarbeitsdienst angemietet und mit etwa 250 Männern belegt wurde. Vorher waren die Arbeitsdienstmänner vorübergehend in der Schützenhalle untergebracht. Nach dem Zweiten Weltkrieg wurden in den Baracken rund 250 Heimatvertriebene und Flüchtlinge untergebracht. Der letzte Teil des Lagers wurde 1969 abgebrochen.
Am 29. März 1945 rückten amerikanische Truppen von Süden kommend in Usseln ein. Kurz danach sprengten deutsche Soldaten die Straßenbrücke über die Eisenbahn auf der Breite. Sie wurde noch 1945 wieder aufgebaut, 2004 abgerissen und durch eine neue Brücke ersetzt. Im Zweiten Weltkrieg fielen an allen Fronten 61 Usselner bzw. blieben vermisst.
Nach dem Zweiten Weltkrieg erhielt der Fremdenverkehr eine wirtschaftliche Bedeutung für den Ort und wurde wichtigster Wirtschaftsfaktor.

### Wirtschaftsgeschichte
Die Geschichte Usselns und des gesamten Uplands war bis weit in die zweite Hälfte des 19. Jahrhunderts durch große Armut der Bewohner geprägt, da die Landwirtschaft als Erwerbsquelle aufgrund der Höhenlage, des steinigen Bodens, der schlechten Witterungsbedingungen, der harten Winter und weitere Umstände sehr geringe Ernten abwarf. Wegen vieler Kinderkrankheiten, die damals nicht behandelt werden konnten, und des sehr schlechten Ernährungszustands war zudem die Kindersterblichkeit sehr hoch. Die raue Natur spiegelte sich auch in der Sprache der Upländer wider: Die plattdeutsche Upländer Sprache war derb und stark im Ausdruck.
Ab 1550, nach dem Beginn der Eisenindustrie, nahm die Bereitschaft im Upland anzusiedeln stark zu, auch wenn die Bevölkerung durch Einzelereignisse wie Pestepidemien (1558), Hexenverbrennungen oder die Kribbel-Krankheit (1595) immer wieder dezimiert wurde. Im Dreißigjährigen Krieg wurde der Ort mehrfach geplündert, es kam zu Hungersnöten und Krankheiten unter der geschwächten Bevölkerung. Am Ende des Krieges waren in Usseln von 69 Häusern 43 zerstört, die Bevölkerung war von 300 bis 350 auf 120 bis 150 zurückgegangen. In den nachfolgenden Jahren war die Kindersterblichkeit sehr hoch, im Jahr 1660 lag das Durchschnittsalter der Verstorbenen bei etwa 18/19 Jahren. Im 18. Jahrhundert kam es erneut zu Epidemien im Dorf, unter anderem durch Rote Ruhr (1760, 1793/94), so dass die Einwohnerzahl nur langsam stieg. Jährlich starben etwa 30 der 450 bis 500 Menschen, zumeist Kinder. Mehrfach gab es Hungersnöte, weil der Winter zu früh einbrach oder der Sommer zu nass war, so dass die Ernte nicht eingefahren werden konnte. Im Frühjahr 1817 wurden die gepflanzten Kartoffeln aus der Erde gestohlen und gegessen. Viele Upländer gingen betteln, um nicht zu verhungern. Erst durch den Beginn des Anbaues von Winterroggen ab etwa 1830 verbesserte sich die Ernährungssituation.
Deutlich zunehmen konnte die Bevölkerungszahl auch in den Folgejahren nicht, da Knechte, Mägde und Tagelöhner vermietet wurden, auch wenn die Fürstliche Waldeckische Regierung gegen „das Überhandnehmen des Vermiethens ins Ausland“ vorging, weil im Fürstentum Waldeck ein Mangel an brauchbaren Personen zur Verrichtung des Gesindedienstes bestand. Auch der Brand von 1867, bei dem das halbe Dorf zerstört wurde, trug dazu bei, dass die Bevölkerung nicht weiter wuchs. Erst mit technischen Neuerungen wie Strom und Wasser zu Beginn des 20. Jahrhunderts kletterte die Zahl der Einwohner auf über 1000 vor dem Zweiten Weltkrieg. Durch die Aufnahme von Flüchtlingen und Heimatvertriebenen erreichte der Ort nach dem Krieg sogar eine noch höhere Zahl, die aber danach wieder abnahm.

### Hessische Gebietsreform (1970–1977)
Im Zuge der Gebietsreform in Hessen schloss sich am 1. Juli 1970 die Gemeinde Hemmighausen freiwillig der Gemeinde Usseln an.
Am 31. Dezember 1971 fusionierte Usseln mit vier weiteren bis dahin selbständigen Gemeinden zur neuen Gemeinde Upland.
Diese wurde wiederum kraft Landesgesetz am 1. Januar 1974 mit der Gemeinde Willingen zur Großgemeinde Willingen (Upland) zusammengeschlossen. Sitz der Gemeindeverwaltung wurde Willingen. Für alle ehemals eigenständigen Gemeinden der neuen Gemeinde Willingen wurden Ortsbezirke mit Ortsbeirat und Ortsvorsteher nach der Hessischen Gemeindeordnung gebildet.

### Verwaltungsgeschichte im Überblick
Die folgende Liste zeigt die Staaten bzw. Herrschaftsgebiete und deren untergeordnete Verwaltungseinheiten, in denen Usseln lag bzw. liegt:
- vor 1712: Heiliges Römisches Reich, Grafschaft Waldeck, Amt Eisenberg
- ab 1712: Heiliges Römisches Reich, Fürstentum Waldeck, Amt Eisenberg
- ab 1806: Fürstentum Waldeck, Amt Eisenberg
- ab 1815: Fürstentum Waldeck, Oberjustizamt des Eisenbergs
- ab 1850: Fürstentum Waldeck-Pyrmont (seit 1849), Kreis des Eisenbergs[Anm. 1]
- ab 1867: Fürstentum Waldeck-Pyrmont (Akzessionsvertrag mit Preußen), Kreis des Eisenbergs
- ab 1871: Deutsches Reich, Fürstentum Waldeck-Pyrmont, Kreis des Eisenbergs
- ab 1919: Deutsches Reich, Freistaat Waldeck-Pyrmont, Kreis des Eisenbergs
- ab 1929: Deutsches Reich, Freistaat Preußen, Provinz Hessen-Nassau, Regierungsbezirk Kassel, Kreis des Eisenbergs
- ab 1942: Deutsches Reich, Freistaat Preußen, Provinz Hessen-Nassau, Regierungsbezirk Kassel, Landkreis Waldeck
- ab 1944: Deutsches Reich, Freistaat Preußen, Provinz Kurhessen, Regierungsbezirk Kassel, Landkreis Waldeck
- ab 1945: Deutsches Reich, Amerikanische Besatzungszone, Groß-Hessen, Regierungsbezirk Kassel, Landkreis Waldeck
- ab 1946: Deutsches Reich, Amerikanische Besatzungszone, Hessen, Regierungsbezirk Kassel, Landkreis Waldeck
- ab 1949: Bundesrepublik Deutschland, Hessen, Regierungsbezirk Kassel, Landkreis Waldeck
- ab 1972: Bundesrepublik Deutschland, Hessen, Regierungsbezirk Kassel, Landkreis Waldeck, Gemeinde Upland
- ab 1974: Bundesrepublik Deutschland, Hessen, Regierungsbezirk Kassel, Landkreis Waldeck-Frankenberg, Gemeinde Willingen (Upland)

## Bevölkerung

### Einwohnerstruktur 2011
Nach den Erhebungen des Zensus 2011 lebten am Stichtag, dem 9. Mai 2011, in Usseln 1677 Einwohner. Darunter waren 66 (3,9 %) Ausländer. Nach dem Lebensalter waren 288 Einwohner unter 18 Jahren, 677 waren zwischen 18 und 49, 345 zwischen 50 und 64 und 357 Einwohner waren älter. Die Einwohner lebten in 906 Haushalten. Davon waren 351 Singlehaushalte, 258 Paare ohne Kinder und 231 Paare mit Kindern, sowie 54 Alleinerziehende und 12 Wohngemeinschaften. In 234 Haushalten lebten ausschließlich Senioren/-innen und in 586 Haushaltungen leben keine Senioren/-innen.

### Einwohnerentwicklung
Quelle: Historisches Ortslexikon
- 1541: 34 Häuser
- 1620: 69 Häuser
- 1650: 26 Häuser
- 1738: 72 Häuser
- 1770: 74 Häuser, 502 Einwohner

| Usseln: Einwohnerzahlen von 1770 bis 2019 | Usseln: Einwohnerzahlen von 1770 bis 2019 | Usseln: Einwohnerzahlen von 1770 bis 2019 | Usseln: Einwohnerzahlen von 1770 bis 2019 | Usseln: Einwohnerzahlen von 1770 bis 2019 |
| --- | ----------------------------------------- | ----------------------------------------- | ----------------------------------------- | ----------------------------------------- |
| Jahr |                                           |                                           |                                           | Einwohner                                 |
| 1770 | 1770                                      |                                           | 502                                       | 502                                       |
| 1800 | 1800                                      |                                           | ?                                         | ?                                         |
| 1834 | 1834                                      |                                           | 696                                       | 696                                       |
| 1840 | 1840                                      |                                           | 773                                       | 773                                       |
| 1846 | 1846                                      |                                           | 683                                       | 683                                       |
| 1852 | 1852                                      |                                           | 711                                       | 711                                       |
| 1858 | 1858                                      |                                           | 730                                       | 730                                       |
| 1864 | 1864                                      |                                           | 748                                       | 748                                       |
| 1871 | 1871                                      |                                           | 640                                       | 640                                       |
| 1875 | 1875                                      |                                           | 674                                       | 674                                       |
| 1885 | 1885                                      |                                           | 728                                       | 728                                       |
| 1895 | 1895                                      |                                           | 730                                       | 730                                       |
| 1905 | 1905                                      |                                           | 754                                       | 754                                       |
| 1910 | 1910                                      |                                           | 783                                       | 783                                       |
| 1925 | 1925                                      |                                           | 898                                       | 898                                       |
| 1939 | 1939                                      |                                           | 1.048                                     | 1.048                                     |
| 1946 | 1946                                      |                                           | 1.235                                     | 1.235                                     |
| 1950 | 1950                                      |                                           | 1.235                                     | 1.235                                     |
| 1956 | 1956                                      |                                           | 1.118                                     | 1.118                                     |
| 1961 | 1961                                      |                                           | 1.149                                     | 1.149                                     |
| 1967 | 1967                                      |                                           | 1.261                                     | 1.261                                     |
| 1980 | 1980                                      |                                           | ?                                         | ?                                         |
| 1987 | 1987                                      |                                           | 1.432                                     | 1.432                                     |
| 2000 | 2000                                      |                                           | ?                                         | ?                                         |
| 2011 | 2011                                      |                                           | 1.677                                     | 1.677                                     |
| 2015 | 2015                                      |                                           | 1.746                                     | 1.746                                     |
| 2019 | 2019                                      |                                           | 1.708                                     | 1.708                                     |
| Datenquelle: Historisches Gemeindeverzeichnis für Hessen: Die Bevölkerung der Gemeinden 1834 bis 1967. Wiesbaden: Hessisches Statistisches Landesamt, 1968. Weitere Quellen: LAGIS; Gemeinde Willingen (Upland); Zensus 2011 |                                           |                                           |                                           |                                           |

## Religion

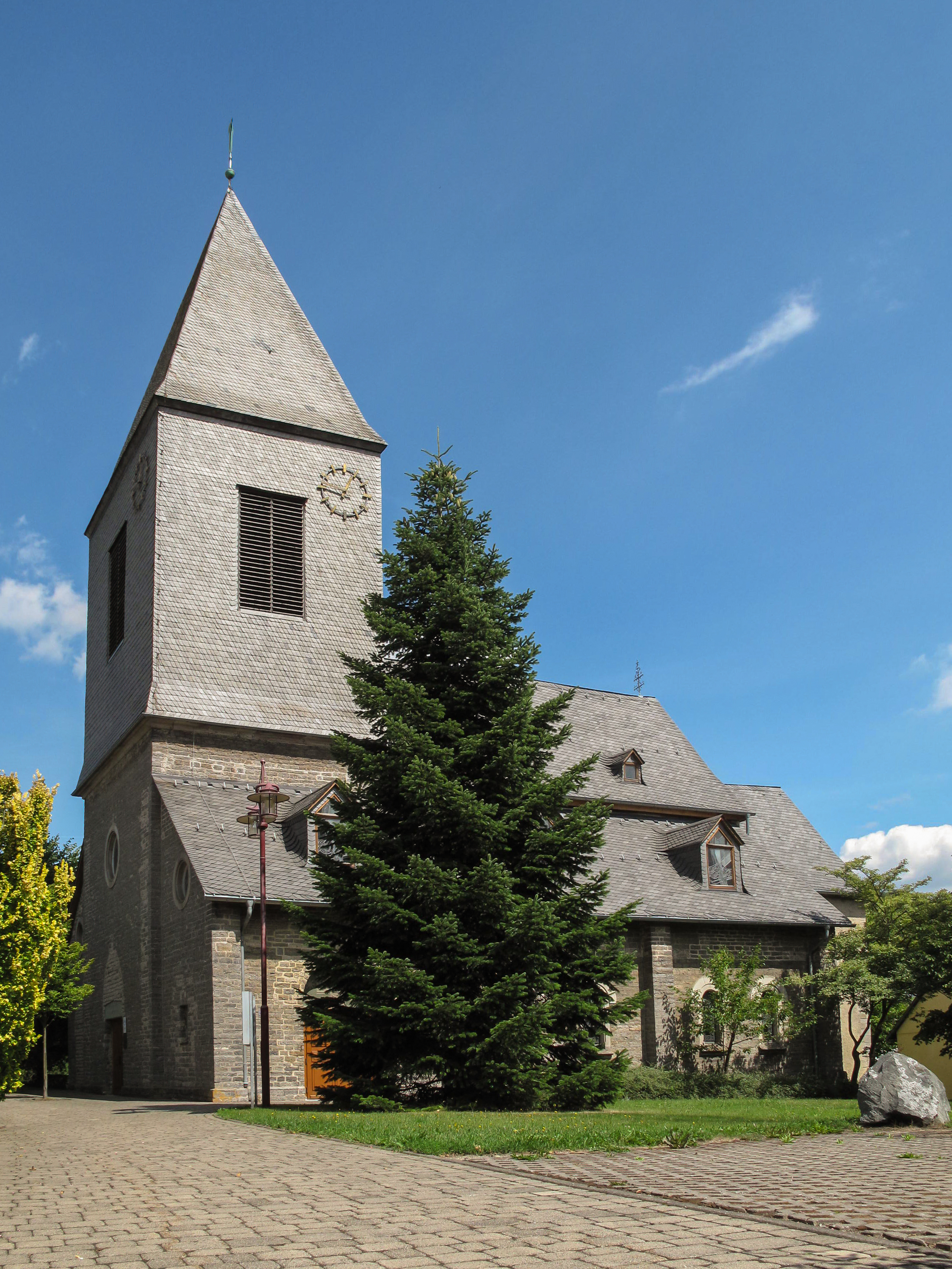
Kirche St. Kilian (2010)

### Historische Religionszugehörigkeit
| • 1885: | 717 evangelische (= 98,22 %), ein katholischer (= 0,14 %), 12 jüdische (= 1,64 %) Einwohner |
| • 1961: | 1043 evangelische (= 90,77 %), 88 katholische (= 7,66 %) Einwohner                          |

### Religionsgeschichte
Eine christliche Gemeinde ist bereits um 800 n. Chr. durch den Bau der St. Kilians-Kirche zu Usseln feststellbar. Wie ganz Waldeck wurde Usseln im 16. Jahrhundert evangelisch. Der Ort bestand 1541 aus 34 Häusern. Erster nachweisbarer evangelischer Pfarrer war von 1556 bis 1573 Georg Blefkenius. Bis 1895 war die Bevölkerung auf 730 Personen angestiegen, davon waren 717 evangelisch (= 98,22 %), 1 katholisch (= 0,14 %) und 12 Juden (= 1,64 %). 1961 verzeichnete Usseln 1043 Bewohner mit evangelischer Religionszugehörigkeit und 88 mit katholischer.
1974 wurde für die katholische Bevölkerung die Kirche St. Sturmius errichtet, die jedoch im Jahr 2009 wieder entweiht wurde. Sie war Filialkirche der katholischen Kirchengemeinde St. Augustinus Willingen. Nach Beendigung der kirchlichen Nutzung diente das Gebäude als Depot für kirchliches Kunstgut.

## Kultur und Sehenswürdigkeiten
Zu den Sehenswürdigkeiten in und nahe Usseln gehören:
- Biathlon- und Langlauf-Strecke mit Schießstand (Olympiastützpunkt), nahe der Straße Auf dem Roth
- Curioseum: Oldtimer, Kitsch, Kunst & Krempel[16]
- Heimatmuseum[17]
- Hochheideflächen auf Osterkopf und Kahlem Pön
- Kilianskirche (evangelisch) mit Altar aus dem Jahr 1693 des Barockbildhauers Josias Wolrat Brützel
- Milchmu(h)seum[18]
- Naturschutzgebiete Alter Hagen und Jägers Weinberg
- Quelle der Diemel zwischen Auf’m Knoll und Kahlem Pön

### Vereine
1988 wurde unter Führung der örtlichen Vereine eine 650-Jahr-Feier mit Festakt und zweitägigem historischen Straßenfest veranstaltet.
- Der erste Verein wurde 1877 mit dem Kriegerverein Usseln gegründet (1919 Umbenennung in Schützenverein, 1947 Umbenennung in Bürgerverein, dann wieder in Schützenverein, 1973 Umbenennung in Schützengesellschaft Usseln in Anknüpfung an die mittelalterliche Usselner Schützengesellschaft).

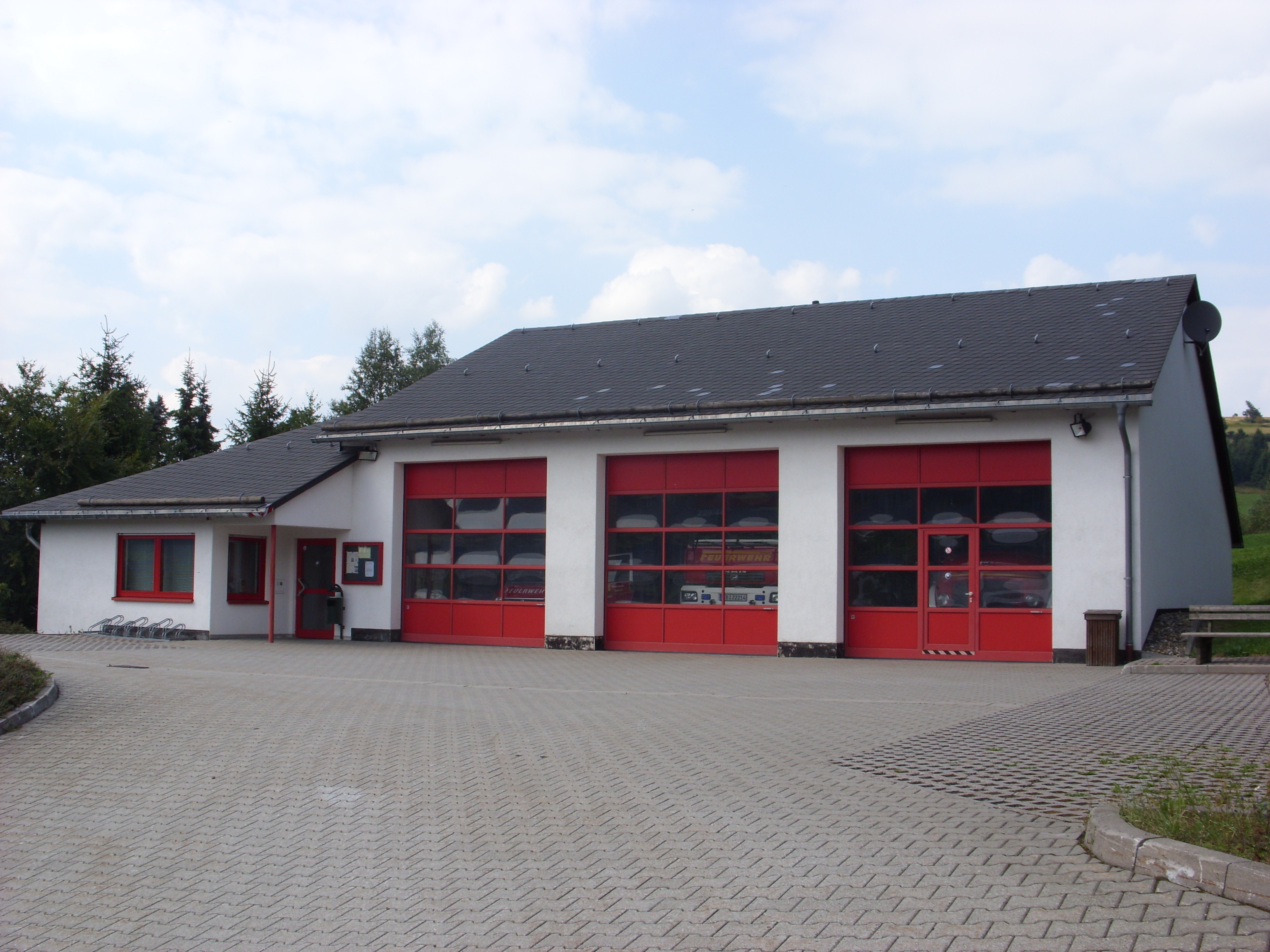
Feuerwehrhaus der Freiwilligen Feuerwehr Usseln

- 1879 wurde die Freiwillige Feuerwehr Usseln gegründet.
- 1883 wurde der Männergesangverein Eintracht aus der Taufe gehoben.
- 1885 wurde der Usselner Frauenverein gegründet.
- Im gleichen Jahr nahm der Upländer Gebirgsverein seine Arbeit auf.
- Um 1930 bestand in Usseln ein Ziegenzuchtverein mit 130 Ziegen. Die Gemeinde hielt einen gemeindlichen Ziegenbock.
- 1913 schlossen sich 30 Mitglieder zum Fußballspielclub zusammen. Als Sportplatz diente das Marktgelände. Im gleichen Jahr wurde dem Verein eine Wintersportabteilung angegliedert.
- Der Turn-Verein Usseln wurde 1920 gegründet, ebenso ein Dramatischer Verein, der das Laienspiel förderte, aber nur wenige Jahre bestand. Der Turn-Verein und der Sportverein schlossen sich 1932 unter dem Namen Verein für Leibesübungen Usseln zusammen. Nach dem Zweiten Weltkrieg wurde der 1946 Verein mit dem Namen Turn- und Sportverein Usseln und der Abteilung Skiclub Usseln neu gegründet.
- Die Kapelle des Musikvereins Usseln spielte ab 1925 auf Festen in Usseln und den Nachbarorten. Der Verein kam in der NS-Zeit zum Erliegen.
- 1935 wurde auch der Wintersportverein Usseln gegründet.
- 1989 wurde der Usselner Geschichts- und Heimatverein e. V. gegründet.

### Sport
Usseln verfügt über zahlreiche Sportanlagen. Ein Fußballplatz liegt in der Ortsmitte. Hier finden regelmäßig Turniere statt. In der Nähe des Backhauses gibt es zwei Beachvolleyballfelder, die angemietet werden können.
In der Ortsmitte befindet sich ein beheiztes Freibad, das in den Sommermonaten geöffnet ist. Es verfügt über einen Schwimmer- und Nichtschwimmerbereich, eine Wasserrutsche, Sprungtürme, einen Kleinkindbereich, eine große Liegewiese sowie Gastronomie.
Im Winter kann in Usseln Ski-Alpin sowie Ski-Langlauf gefahren werden. Der Ort verfügt über drei Lifte (Büller Höhe, Emmet, Kahler Pön), die vor allem für Anfänger geeignet sind. Ausrüstung kann im Ort oder an den Liften ausgeliehen werden. Skischulen liegen ebenfalls vor.
Usseln verfügt über drei Loipen, die regelmäßig gespurt werden. Dies sind die Loipen Hoher Pön (7,0 km) und Kahler Pön (8,3 km) sowie ein Strycktal-Zubringer (1,5 km), über den die Willinger Loipen erreicht werden können.

### Regelmäßige Veranstaltungen
- Maibaumaufstellen (1. Mai)
- Osterfeuer (Ostersonntag)
- Kinderschützenfest
- Burschenkönigsschießen
- Schützen- und Heimatfest Usseln (letztes Juliwochenende)
- Backfest und Italienischer Abend (August)
- Bayerischer Abend
- Großer Silvesterball

## Wirtschaft und Infrastruktur

### Verkehr
- Straße: Usseln liegt an der B 251, die von Kassel über Korbach und Willingen (Hessen) nach Brilon (Nordrhein-Westfalen) führt
- Eisenbahn: Bahnanschluss hat Usseln über die Strecke Korbach–Brilon-Wald (Uplandbahn). Ab November 1999 war die Eisenbahnstrecke wegen Sicherheitsmängeln, u. a. am Usselner Viadukt, gesperrt und sie ist erst seit Dezember 2003 nach grundlegenden Renovierungsarbeiten wieder in Betrieb.

### Tourismus
Bereits im Jahr 1885 wurde der Upländer Gebirgsverein gegründet, dessen Aufgabe unter anderem die Erschließung des Uplandes für den Fremdenverkehr war. Durch den Bau der Bahnlinie zwischen Korbach und Brilon 1917 und den Bau eines Schwimmbades an der Diemel waren die Voraussetzungen für Tourismus in Usseln gegeben. Der Usselner Verkehrsverein, der sich ebenfalls mit der Förderung des Fremdenverkehrs befasste, wurde 1927 gegründet.
Bereits während der NS-Zeit wurde Usseln als Luftkurort anerkannt. Durch den Bau einer Skisprungschanze und eines zweiten Schwimmbads wurde 1939 unter Mithilfe des Usselner Reichsarbeitsdienstes die Beliebtheit Usselns als Erholungsziel weiter erhöht.
Bis heute wurde die Schanze mehrmals modernisiert, Skilifte wurden gebaut. 1976 wurde Usseln als Heilklimatischer Kurort anerkannt.
1982 entstand ein Ferienpark, und ein Dorferneuerungsprogramm wurde aufgenommen. Zahlreiche kommunale und private Vorhaben wurden in den folgenden Jahren von Bund und Land finanziell gefördert, unter anderem die Umgestaltung der Riepen Wiese zum Freizeitpark mit Minigolfanlage im Jahr 1991.
1984 wurde Usseln Bundessieger im Wettbewerb für besonders familienfreundliche Ferien. 1996/97 wurde die Ortsdurchfahrt der Bundesstraße zurückgebaut und zur wesentlichen Verschönerung des Ortsbildes umgestaltet. Nahe der Straße Auf dem Roth wurde eine beleuchtete Strecke für Langlauf und Biathlon eingeweiht. Die Anlage wurde 2000 durch einen Biathlon-Schießstand erweitert.
Eine Besonderheit stellen die drei Osterfeuer in Usseln dar. Dort werden seit dem 19. Jahrhundert am Ostersonntag drei Osterfeuer von der Größe eines Einfamilienhauses abgebrannt. „Köpper“, „Büller“ und „Schnepper“ kämpfen im Wettstreit um das größte und schönste Osterfeuer. Verbrannt werden nur trockene Fichtenstämme.

## Persönlichkeiten
- Iris Schulze nahm an den Olympischen Winterspielen 1976 in Innsbruck teil (5 und 10 km Langlauf in Seefeld).
- Karin Jäger-Brügges nahm an den Langlaufwettkämpfen der Olympischen Winterspiele 1980 in Lake Placid, 1984 in Sarajevo und 1988 in Calgary teil.
- Friedrich Brüne (1878–1965), Moorforscher und Bodenkundler